# Latilly
Latilly é uma comuna francesa na região administrativa de Altos da França, no departamento de Aisne. Estende-se por uma área de 9,32 km². Em 2010 a comuna tinha 209 habitantes (densidade: 22,4 hab./km²).